# Cyligramma amblyops
Cyligramma amblyops es una especie de polilla del género Cyligramma, familia Noctuidae, orden Lepidoptera. Fue descrita por Paul Mabille en 1891.

## Distribución
Se distribuye por África: Camerún, Congo, República Democrática del Congo, Gabón, Ghana, Costa de Marfil, Liberia, Sierra Leona, Uganda y Zambia.